# Zhaguo
Zhaguo (kinesiska: 扎果, 扎果乡) är en socken i Kina. Den ligger i den autonoma regionen Tibet, i den sydvästra delen av landet, omkring 430 kilometer väster om regionhuvudstaden Lhasa. Antalet invånare är 2 285. Befolkningen består av 1 125 kvinnor och 1 160 män. Barn under 15 år utgör 28,0 %, vuxna 15-64 år 67 %, och äldre över 65 år 4,0 %.
Genomsnittlig årsnederbörd är 764 millimeter. Den regnigaste månaden är juli, med i genomsnitt 192 mm nederbörd, och den torraste är november, med 5 mm nederbörd.